# Petalolyma yunnanana
Petalolyma yunnanana är en insektsart som beskrevs av Yang och Li 1984. Petalolyma yunnanana ingår i släktet Petalolyma och familjen spetsbladloppor. Inga underarter finns listade i Catalogue of Life.